# Mistrzostwa Czterech Kontynentów w Łyżwiarstwie Szybkim 2025
5. Mistrzostwa Czterech Kontynentów w Łyżwiarstwie Szybkim 2025 – zawody w łyżwiarstwie szybkim, które odbyły się w dniach 15–17 listopada 2024 r. w hali YS Arena w japońskim mieście Hachinohe. Zgodnie z programem mistrzostw rozegrano po siedem konkurencji dla kobiet i mężczyzn.

## Klasyfikacja medalowa
*   Gospodarz ( Japonia)
| Miejsce | Reprezentacja     | Złoto | Srebro | Brąz | Razem |
| ------- | ----------------- | ----- | ------ | ---- | ----- |
| 1       | Stany Zjednoczone | 7     | 1      | 1    | 9     |
| 2       | Kanada            | 3     | 3      | 6    | 12    |
| 3       | Japonia*          | 2     | 5      | 3    | 10    |
| 4       | Chiny             | 1     | 3      | 0    | 4     |
| 5       | Kazachstan        | 1     | 1      | 1    | 3     |
| 6       | Korea Południowa  | 0     | 1      | 3    | 4     |
| Razem   | Razem             | 14    | 14     | 14   | 42    |

## Medaliści
| Konkurencja      | Złoto                                                               | Srebro                                                    | Brąz                                                                |
| Kobiety          |                                                                     |                                                           |                                                                     |
| 500 metrów       | Erin Jackson                                                        | Kurumi Inagawa                                            | Kim Min-sun                                                         |
| 1000 metrów      | Brittany Bowe                                                       | Nadieżda Morozowa                                         | Kimi Goetz                                                          |
| 1500 metrów      | Miho Takagi                                                         | Han Mei                                                   | Ivanie Blondin                                                      |
| 3000 metrów      | Momoka Horikawa                                                     | Isabelle Weidemann                                        | Ivanie Blondin                                                      |
| Bieg masowy      | Ivanie Blondin                                                      | Mia Manganello                                            | Park Ji-woo                                                         |
| Sprint drużynowy | Kanada · Carolina Hiller · Béatrice Lamarche · Ivanie Blondin       | Korea Południowa · Kim Min-ji · Lee Na-hyun · Kim Min-sun | Kazachstan · Kristina Siłajewa · Darja Ważenina · Nadieżda Morozowa |
| Bieg drużynowy   | Chiny · Yang Binyu · Ahenaer Adake · Jin Wenjing                    | Japonia · Yuka Takahashi · Hana Noake · Rin Kosaka        | Korea Południowa · Park Ji-woo · Kim Yoon-ji · Jeong Yu-na          |
| Mężczyźni        |                                                                     |                                                           |                                                                     |
| 500 metrów       | Jordan Stolz                                                        | Laurent Dubreuil                                          | Tatsuya Shinhama                                                    |
| 1000 metrów      | Jordan Stolz                                                        | Tatsuya Shinhama                                          | Laurent Dubreuil                                                    |
| 1500 metrów      | Jordan Stolz                                                        | Ning Zhongyan                                             | Taiyo Nonomura                                                      |
| 5000 metrów      | Graeme Fish                                                         | Riku Tsuchiya                                             | Seitaro Ichinohe                                                    |
| Bieg masowy      | Witalij Szczigolew                                                  | David La Rue                                              | Hayden Mayeur                                                       |
| Sprint drużynowy | Stany Zjednoczone · Austin Kleba · Cooper McLeod · Zach Stoppelmoor | Chiny · Liu Bin · Lian Ziwen · Deng Zhihan                | Kanada · Anders Johnson · Laurent Dubreuil · Yankun Zhao            |
| Bieg drużynowy   | Stany Zjednoczone · Ethan Cepuran · Emery Lehman · Jordan Stolz     | Japonia · Seitaro Ichinohe · Riku Tsuchiya · Shomu Sasaki | Kanada · Connor Howe · Ted-Jan Bloemen · Hayden Mayeur              |